# Boucle du Bassin Vital
La Boucle du Bassin Vital est un trail court de 18,5 km de longueur et de 1 015 m de dénivelé positif. Le départ et l'arrivée ont lieu à Savannah, un quartier de la commune de Saint-Paul, sur la côte ouest de l'île de la Réunion, océan Indien. Nommée en référence au bassin Vital, la course se déroule généralement au mois d'avril.

## Historique
La première édition a eu lieu en 2002 et était à l'origine un simple projet d'étudiants. C'est le club Bois de Nèfles Athlétisme qui organise cette épreuve.

## Palmarès

### Hommes
| Date | Athlète            | Nationalité   | Temps           |               |
| ---- | ------------------ | ------------- | --------------- | ------------- |
| 2013 | Juanito Lebon      | France        | 1 h 49 min 10 s |               |
| 2012 | Juanito Lebon      | France        | 1 h 28 min 45 s |               |
| 2011 | Eddy Narayanin     | France        | 1 h 24 min 15 s |               |
| 2010 | Juanito Lebon      | France        | 1 h 24 min 52 s |               |
| 2009 | Eddy Narayanin     | France        | 1 h 28 min 05 s |               |
| 2008 | René Paul Leocadie | France        | 1 h 18 min 07 s |               |
| 2007 | Pas d'édition      | Pas d'édition | Pas d'édition   | Pas d'édition |
| 2006 | Éric Lacroix       | France        | 1 h 27 min 57 s |               |
| 2005 | René-Paul Vitry    | France        | 1 h 18 min 17 s |               |
| 2004 | René-Paul Vitry    | France        | 1 h 07 min 50 s |               |
| 2003 | Jackson Cadet      | France        | 1 h 06 min 30 s |               |
| 2002 | Willy Désiré       | France        | 1 h 01 min 24 s |               |

### Femmes
| Date | Athlète         | Nationalité   | Temps           |               |
| ---- | --------------- | ------------- | --------------- | ------------- |
| 2012 | Sylvie Moulin   | France        | 1 h 54 min 54 s |               |
| 2011 | Céliane Turpin  | France        | 1 h 57 min 19 s |               |
| 2010 | Céliane Turpin  | France        | 1 h 46 min 30 s |               |
| 2009 | Céliane Turpin  | France        |                 |               |
| 2008 | Céliane Turpin  | France        | 1 h 38 min 00 s |               |
| 2007 | Pas d'édition   | Pas d'édition | Pas d'édition   | Pas d'édition |
| 2006 | Emily Ferenczi  | Royaume-Uni   | 1 h 44 min 11 s |               |
| 2005 | Marcelle Puy    | France        | 1 h 34 min 00 s |               |
| 2004 | Danièle Seroc   | France        | 1 h 30 min 13 s |               |
| 2003 | Elsie Emma      | France        | 1 h 23 min 18 s |               |
| 2002 | Jasmine Rivière | France        | 1 h 31 min 23 s |               |